# Naili Moran
Naili Moran (Istanbul, 3 febbraio 1908 – Bolu, 14 marzo 1968) è stato un cestista, arbitro di pallacanestro, discobolo, pallanuotista e dirigente sportivo turco.

## Carriera

### Pallacanestro
In carriera ha giocato nella squadra del Göztepe Amerikan Koleji e nel Galatasaray; nel 1936-1937 ha giocato negli Stati Uniti con la DePaul University. Alle Olimpiadi del 1936 ha disputato due partite con la maglia della Turchia.
Da arbitro, è stato presente alle Olimpiadi del 1948, dirigendo alcune partite della fase a gironi.

### Atletica leggera
Moran stabilì il record di Turchia nel lancio del disco, lanciandolo alla distanza di 35,83 m nel 1927. È stato tre volte Campione di Turchia: nel 1932 (34,08 m), nel 1933 (33,84 m) e nel 1934 (34,25 m).

### Pallanuoto
Naili Moran è stato anche capitano della Nazionale turca di pallanuoto.

### Dirigente sportivo
Membro della IAAF (poi nominato Veterano), è stato presidente della Federazione turca di atletica leggera dal 1945 al 1956 e dal 1964 al 1968, anno della sua morte.